# 佐怒賀亀次郎
佐怒賀 亀次郎（さぬか かめじろう、生没年不詳）は、日本の政治家。茨城県猿島郡森戸村長（12代）。旧姓・野村。

## 経歴
茨城県猿島郡猿島村大字山崎（現・境町）出身。佐怒賀元治の養子となる。少壮よりよく家政に鞅掌し新事業に着目し、農家副業として織物業を広めようと努めた。村会議員その他公職に挙げられた。1924年1月16日に森戸村村長に就任し、1926年11月26日に退職する。

## 人物
資性謹直である。産米改良功労者である。

## 家族・親族
佐怒賀家
佐怒賀家は地方有数の旧家で、醸造業を営み、豪農として界隈に鳴る。
- 養父・元治（醤油醸造家、村会議員[5]） - 衆議院議員選挙有権者である[6]。住所は森戸村大字伏木[7]。
- 妻[3]
- 一男一女[3]

親戚
- 実弟・野村貞次郎（猿島村長）[1]